# Ангольско-португальские отношения
Ангольско-португальские отношения — двусторонние дипломатические отношения между Анголой и Португалией.

## История
Португалия правила Анголой в течение 400 лет: португальцы колонизировали эту территорию в 1575 году, а в 1975 году Ангола провозгласила независимость. Война за независимость Анголы не увенчалась военной победой повстанцев, однако благодаря государственному перевороту в Португалии, который сместил режим Марселу Каэтану и установил власть Совета национального спасения, Ангола получила независимость от метрополии. 
22 декабря 1976 года португальское правительство признало новую власть Анголы в лице партии МПЛА и президента Антонио Агостиньо Нето и установила дипломатические отношения. 10 марта 1977 года МПЛА разорвала отношения с Португалией, но 3 сентября 1977 года официальные отношения были восстановлены в ходе встречи между министрами иностранных дел в Кабо-Верде.
3 ноября 1978 года УНИТА выпустил коммюнике в Париже, в котором подробно описывалась битва УНИТА против 20000 солдат из Португалии, Кубы, Катанги, Восточной Германии и МПЛА. В 1991 году отношения между странами значительно улучшились после того, как ангольское правительство отказалось от коммунистического мировоззрения и встало на путь демократии, начав проводить проамериканскую и проевропейскую внешнюю политику.